# Episodi di Ultima traccia: Berlino (seconda stagione)
La seconda stagione della serie televisiva Ultima traccia: Berlino, composta da 12 episodi, è stata trasmessa sul canale tedesco ZDF dal 2 aprile al 18 ottobre 2013.
In Italia, la stagione è andata in onda su Rai 2 dal 28 giugno al 13 luglio 2017.
| nº | Titolo originale    | Titolo italiano          | Prima TV Germania | Prima TV Italia |
| -- | ------------------- | ------------------------ | ----------------- | --------------- |
| 1  | Hoffnungsträger     | Lui è la nostra speranza | 2 aprile 2013     | 28 giugno 2017  |
| 2  | Ewige Dunkelheit    | Sola nel buio            | 9 aprile 2013     | 29 giugno 2017  |
| 3  | Kontrollverlust     | Fuori controllo          | 16 aprile 2013    | 30 giugno 2017  |
| 4  | Freundschaftsdienst | Un favore da un amico    | 23 aprile 2013    | 3 luglio 2017   |
| 5  | Zenit               | Scarpette da ballo       | 30 aprile 2013    | 4 luglio 2017   |
| 6  | Lebensbund          | Legame per la vita       | 11 settembre 2013 | 5 luglio 2017   |
| 7  | Abgetaucht          | Immersione               | 18 settembre 2013 | 6 luglio 2017   |
| 8  | Ungeliebt           | Una cattiva madre        | 25 settembre 2013 | 7 luglio 2017   |
| 9  | Schutzlos           | La testimone             | 2 ottobre 2013    | 10 luglio 2017  |
| 10 | Heimatfront         | Fronte domestico         | 9 ottobre 2013    | 11 luglio 2017  |
| 11 | Wunschbild          | Ideale                   | 9 ottobre 2013    | 12 luglio 2017  |
| 12 | Familienehre        | Vendetta                 | 16 ottobre 2013   | 13 luglio 2017  |